# Tour de Corse 2013
Tour de Corse 2013 byla 5 soutěž European Rally Championship 2013. Soutěž měla 11. asfaltových zkoušek, které se konaly 17.–18. května 2013. První zkouška byla naplánovana pátek v 8:23 SEČ.

## Úvod
Tour de Corse se jela jako 56. ročník. Soutěž začala v pátek v 8:23 SEČ první rychlostní zkouškou, kterou ovládl Craig Breen. V pátek se jela 1. etapa a měla 6 rychlostních zkoušek, které měřily 138,43 km. V sobotu se jela závěrečná 2. etapa, která měla 5. rychlostních zkoušek a mětila 109,65 km. Celkově soutěž měřila 248,08 km.

## Výsledky

### Celkové výsledky
| Poz. | Jezdec               | Spolujezdec            | Auto                       | Čas       | Rozdíl   | Body  |
| ---- | -------------------- | ---------------------- | -------------------------- | --------- | -------- | ----- |
| 1.   | Bryan Bouffier       | Xavier Panseri         | Peugeot 207 S2000          | 2:41:58,2 |          | 25+13 |
| 2.   | Jan Kopecký          | Pavel Dresler          | Škoda Fabia S2000          | 2:42:38,0 | +39,8    | 18+13 |
| 3.   | Stéphane Sarrazin    | Jacques Julien Renucci | Mini John Cooper Works RRC | 2:43:35.8 | +1:37,6  | 15+9  |
| 4.   | Craig Breen          | Paul Nagle             | Peugeot 207 S2000          | 2:43:39.0 | +1:40,8  | 12+9  |
| 5.   | François Delecour    | Dominique Savignoni    | Peugeot 207 S2000          | 2:45:23.2 | +3:25,0  | 10+6  |
| 6.   | Julien Maurin        | Nicolas Klinger        | Ford Fiesta RRC            | 2:45:35.8 | +3:37,6  | 8+4   |
| 7.   | Andreas Aigner       | Jurgen Heigl           | Subaru Impreza STi R4      | 2:45:35.8 | +7:53,9  | 6+1   |
| 8.   | Jean-Mathieu Leandri | Renaud Jamoul          | Peugeot 207 S2000          | 2:50:46.0 | +8:47,8  | 4     |
| 9.   | Germain Bonnefis     | Olivier Fournier       | Renault Mégane RS          | 2:51:15.0 | +9:16,8  | 2     |
| 10.  | Jean Michel Raoux    | Francis Mazotti        | Peugeot 207 S2000          | 2:55:52.5 | +13:54,3 | 1     |

### Rychlostí zkoušky
| Den                   | Zkouška | Čas   | Jméno                      | Délka    | Vítěz                         | Čas     | Avg. spd.  | Vedoucí Rally                 |
| --------------------- | ------- | ----- | -------------------------- | -------- | ----------------------------- | ------- | ---------- | ----------------------------- |
| 1. etapa (17. května) | RZ1     | 8:23  | La Fangu – ND de la Serra  | 27,53 km | Craig Breen Paul Nagle        | 16:29,0 | 100,2 km/h | Craig Breen Paul Nagle        |
| 1. etapa (17. května) | RZ2     | 11:06 | Erbajolo – Pont d'Altani 1 | 24,57 km | Craig Breen Paul Nagle        | 15:23,0 | 95,8 km/h  | Craig Breen Paul Nagle        |
| 1. etapa (17. května) | RZ3     | 14:18 | Barchetta – La Porta 1     | 23,24 km | Craig Breen Paul Nagle        | 15:36,2 | 89,4 km/h  | Craig Breen Paul Nagle        |
| 1. etapa (17. května) | RZ4     | 15:21 | Taverna – Pont de Castirla | 15,28 km | Robert Kubica Maciej Baran    | 9:14,7  | 99,2 km/h  | Robert Kubica Maciej Baran    |
| 1. etapa (17. května) | RZ5     | 18:01 | Barchetta – La Porta 2     | 23,24 km | Craig Breen Paul Nagle        | 15:50,0 | 88,1 km/h  | Bryan Bouffier Xavier Panseri |
| 1. etapa (17. května) | RZ6     | 20:06 | Erbajolo – Pont d'Altani 2 | 24,57 km | Jan Kopecký Pavel Dresler     | 15:32,7 | 94,8 km/h  | Jan Kopecký Pavel Dresler     |
| 2. etapa (18. května) | RZ7     | 10:48 | Carbuccia – Tavera 1       | 16,89 km | Bryan Bouffier Xavier Panseri | 12:03,7 | 84,0 km/h  | Bryan Bouffier Xavier Panseri |
| 2. etapa (18. května) | RZ8     | 12:06 | Sarrola – Liamone 1        | 26,70 km | Bryan Bouffier Xavier Panseri | 17:50,0 | 89,8 km/h  | Bryan Bouffier Xavier Panseri |
| 2. etapa (18. května) | RZ9     | 13:37 | Marato – Acqua Doria       | 22,47 km | Jan Kopecký Pavel Dresler     | 13:28,2 | 100,1 km/h | Bryan Bouffier Xavier Panseri |
| 2. etapa (18. května) | RZ10    | 16:40 | Carbuccia – Tavera 2       | 16,89 km | Bryan Bouffier Xavier Panseri | 11:55,1 | 85,0 km/h  | Bryan Bouffier Xavier Panseri |
| 2. etapa (18. května) | RZ11    | 18:06 | Sarrola – Liamone 2        | 26,70 km | Bryan Bouffier Xavier Panseri | 17:39,8 | 90,7 km/h  | Bryan Bouffier Xavier Panseri |